# Meneer Visser's hellevaart
Meneer Visser's hellevaart is een roman van de Nederlandse schrijver Simon Vestdijk. Het is de tweede roman die Vestdijk heeft geschreven, in 1934, en ook de tweede die gepubliceerd werd (in 1936), na Terug tot Ina Damman.
De roman beschrijft één dag uit het leven van de hoofdfiguur en bestaat voor grote delen uit monologues intérieurs en droombeelden. Het verhaal is voor veruit het grootste deel geschreven vanuit personaal perspectief, en geeft een beklemmende inkijk in de werking van de geest van een sadist.

## Plek in Vestdijks oeuvre
Deels is het verhaal van de buurman Visser opgenomen in de als eerste geschreven roman van Vestdijk: Kind tussen vier vrouwen. Het verhaal sluit daarnaast gedeeltelijk aan op Terug tot Ina Damman, omdat het personage Anton Wachter uit laatstgenoemde roman ook hier weer in opdaagt. In Meneer Visser's hellevaart is de vader van Anton echter nog in leven.

## Verhaal
De gebeurtenissen spelen zich af in het stadje Lahringen. Meneer Visser is er kandidaat-notaris. In het begin van de roman wordt vooral meneer Vissers tirannieke en pesterige relatie tot zijn vrouw, en andere Lahringers, geïllustreerd. De hoofdpersoon geniet als rentenier van enige tonnen uit een erfenis, die zijn voogd hem naliet. Daarvoor had zijn vader zelfmoord gepleegd en vervolgens overleed zijn moeder. Onlangs overleed zijn schoonmoeder, die een bontjas nalaat.  Hij overdenkt de gebeurtenissen die plaatsvonden op Koninginnedag. Hij had persoonlijk twee plaatselijke schelmen geld gegeven om de optocht op Koninginnedag te verstoren. Hij gaf ze hierbij de opdracht het vooral op agent Wachter gemunt te hebben. Zij voldeden hieraan, met als gevolg veel schrik in het publiek, en een kneuzing in agent Wachters arm.
Dan staat hoofdagent Bastiaanse plots voor de deur, met de mededeling dat hij in de namiddag op het politiebureau wordt verwacht. Meneer Visser vermoedt direct een connectie met de gebeurtenissen op jongstleden Koninginnedag. De rest van de dag is hij gespannen. Hij gaat naar de kapper en kuiert wat door het stadje, en praat hierbij wat met andere Lahringers. Meneer Visser verheugt zich op de komst van mevrouw Wachter en haar zoontje Anton om acht uur 's avonds. Hij denkt ook af en toe aan zijn dienstmeid Bets, een koele vrouw, voor wie hij heimelijk warme gevoelens koestert.
Als hij weer thuis is, komt Bets naar hem toe, en vertelt dat ze aangerand is door de commissaris van de politie. Dit gebeurde op het balkland, in de nacht na Koninginnedag. Het insigne dat de commissaris toen droeg heeft ze van zijn kleren weten af te scheuren, en bewaard. Met dit insigne weet Visser de commissaris te chanteren als hij die namiddag op het politiebureau verschijnt. De commissaris besluit hem niet meer te vervolgen voor de Koninginnedag-kwestie.
Na dit bezoek gaat hij nog wat drinken met wat vrienden. Een van hen wordt echter kwaad nadat Visser voor de zoveelste maal vertelt hoe hij zijn vrouw nu weer beet heeft genomen. 's Avonds zijn mevrouw Wachter en haar zoontje op bezoek. Mevrouw Wachter is de enige vriendin die Vissers vrouw nog over heeft, want Visser heeft haar andere vriendinnen allemaal weggepest. Ook mevrouw Wachter weet hij nu dusdanig te ontzetten dat ze boos wegloopt. Hij doet dit door een verhaaltje te vertellen aan Anton waarin zijn moeder belachelijk wordt gemaakt. Mevrouw Visser is hierdoor zeer verbolgen en verdrietig.
De rest van het verhaal is grotendeels een angstdroom van meneer Visser. Hij droomt eerst dat zijn vrouw zelfmoord heeft gepleegd met een overdosis Sulfonal slaaptabletten, en dat hij hierom de dokter gaat bezoeken. Dit gedeelte van de droom is nog reëel qua decor. De droom wordt echter al snel bizarder. Visser wordt naar een groot gerecht gebracht waar hij door vele mensen beschuldigd en aangeklaagd wordt. Onder andere door zijn zwager en zijn overleden oom, die in deze droom weer levend is. De griffier is een wit konijn. Anton Wachter is overleden, hij pleegde zelfmoord omdat hij van zijn vader meneer Visser niet meer mocht zien. Er wordt na ernstige wanordelijkheden geen uitspraak gedaan in het gerecht, maar Visser wordt op een gegeven moment naar de plaatselijke kapperszaak gebracht. Hij moet hier van de barbier door een spiegel lopen met een scheermes in de hand, komt in een steegje terecht, en wordt daar door een onbekende in een oneindig diep gat gegooid. Wat rest is een (zeer visuele) beschrijving van zijn gevoelens, totdat hij weer wakker wordt. Want tot schrik van hemzelf en zijn vrouw gaat om 11 uur 's avonds de telefoon. Zijn makkers nodigen hem uit voor een gezellig drinkgelag. Maar Willem bedankt en neemt twee Sulfonal tabletten in en valt binnen 5 minuten in slaap.